# جوناثان بيت
جوناثان بيت (بالإنجليزية: Jonathan Bate)‏ (26 يونيو 1958، كنت في المملكة المتحدة)؛ أستاذ جامعي وروائي بريطاني.

## الجوائز
- زمالة الأكاديمية البريطانية

## روابط خارجية
- جوناثان بيت على موقع IMDb (الإنجليزية)
- جوناثان بيت على موقع قاعدة بيانات الفيلم (الإنجليزية)